# Frederick McKnight
Frederick McKnight (Newtownards, 1945. október 24. –) ír nemzetközi labdarúgó-játékvezető.

## Pályafutása

### Nemzetközi játékvezetés
Az Ír labdarúgó-szövetség Játékvezető Bizottsága (JB) terjesztette fel nemzetközi játékvezetőnek, a Nemzetközi Labdarúgó-szövetség (FIFA) 1980-tól tartotta nyilván bírói keretében. Több nemzetek közötti válogatott és klubmérkőzést vezetett. Az ír nemzetközi játékvezetők rangsorában, a világbajnokság-Európa-bajnokság sorrendjében többedmagával a 9. helyet foglalja el 3 találkozó szolgálatával. Az aktív nemzetközi játékvezetéstől 1993-ban búcsúzott.

#### Világbajnokság
A világbajnoki döntőhöz vezető úton Spanyolországba a XII., az 1982-es labdarúgó-világbajnokságra a FIFA JB bíróként alkalmazta.
| Időpont            | Helyszín                | Mérkőzés típusa           | Mérkőzés  | Eredmény |
| ------------------ | ----------------------- | ------------------------- | --------- | -------- |
| 1981. november 11. | Nemzeti Stadion, Berlin | előselejtező (7. csoport) | NDK–Málta | 1 : 1    |

#### Európa-bajnokság
Az európai-labdarúgó torna döntőjéhez vezető úton Német Szövetségi Köztársaságba a VIII., az 1988-as labdarúgó-Európa-bajnokságra és Svédországba a IX., az 1992-es labdarúgó-Európa-bajnokságra az UEFA JB játékvezetőként foglalkoztatta.

##### 1988-as labdarúgó-Európa-bajnokság
| Időpont           | Helyszín                         | Mérkőzés típusa           | Mérkőzés             | Eredmény | Nézők száma |
| ----------------- | -------------------------------- | ------------------------- | -------------------- | -------- | ----------- |
| 1987. április 29. | Parc des Princes Stadion, Párizs | előselejtező (3. csoport) | Franciaország–Izland | 2 : 0    | 27 732      |

##### 1992-es labdarúgó-Európa-bajnokság
| Időpont         | Helyszín                    | Mérkőzés típusa           | Mérkőzés        | Eredmény | Nézők száma |
| --------------- | --------------------------- | ------------------------- | --------------- | -------- | ----------- |
| 1990. május 30. | Laugardalsvöllur, Reykjavík | előselejtező (1. csoport) | Iceland–Albánia | 0 : 0    | 6 500       |

#### Brit Bajnokság
1882-ben az Egyesült Királyság brit tagállamainak négy szövetség úgy döntött, hogy létrehoznak egy évente megrendezésre kerülő bajnokságot egymás között. Az utolsó bajnoki idényt 1983-ban tartották meg.
| Időpont         | Helyszín                      | Mérkőzés típusa | Mérkőzés     | Eredmény |
| --------------- | ----------------------------- | --------------- | ------------ | -------- |
| 1982. május 24. | Hampden Park Stadion, Glasgow | selejtező       | Skócia–Wales | 1 : 0    |